# Kachní maso

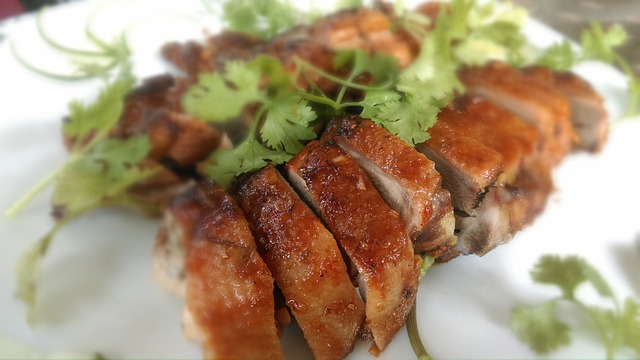
Pečené kachní maso

Kachní maso je druh masa pocházející z ptáků z čeledi Anatidae, například kachny domácí (Anas platyrhynchos f. domestica). Kachní maso se konzumuje v mnoha kuchyních po celém světě. Jedná se o maso s vysokým obsahem tuku a bílkovin, které je bohaté na železo.

## Popis a nutriční hodnoty

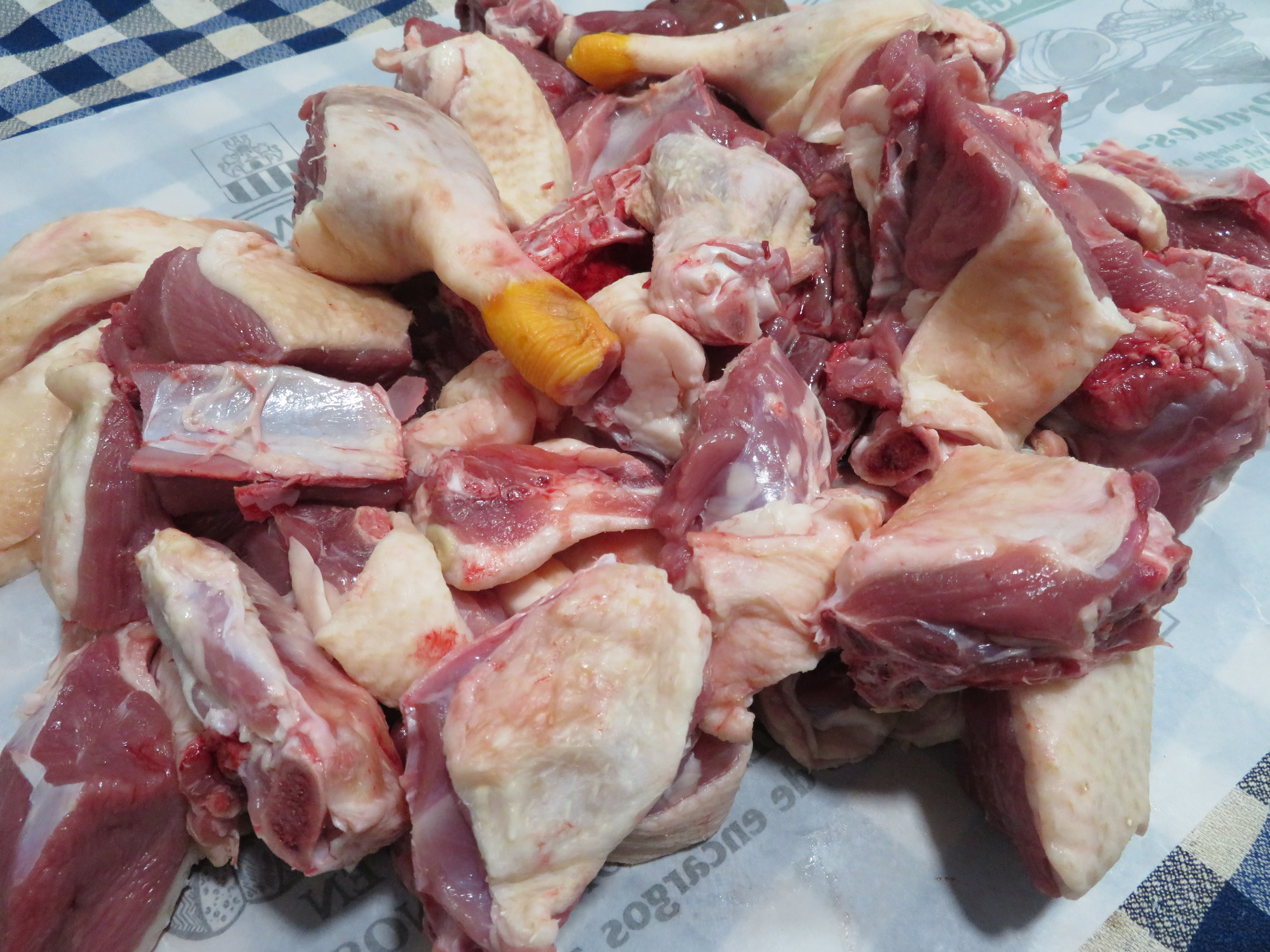
Naporcované kachní maso

Podobně jako kuře nebo krůta patří i kachní maso mezi maso drůbeží. Podobně jako u ostatní drůbeže lze i u kachny obecně rozlišit prsa, stehna, křídla, hřbet a kachní droby.
Maso z nohou je tmavší a poněkud tučnější než maso z prsou, i když to je stále tmavší než kuřecí nebo krůtí maso. Jakožto vodní ptáci, mají kachny mezi kůží a masem vrstvu izolačního podkožního tuku. Kachní prsa bez kosti lze grilovat. Při této úpravě se obvykle ponechává i kůže s tukem.
Konzumovat lze i vnitřní orgány, jako je srdce a ledviny. Zejména játra se často používají jako náhražka husích jater ve formě foie gras. V tradičních receptech se používají také kachní vejce, stejně jako kachní tuk a krev.
Kachní maso je bohaté na selen, např. 85 g masa pekingské kachny pokrývá 50 % denní potřeby selenu. Nejsou známy žádné specifické alergie na kachní maso, ale lidé s jinými alergiemi na maso mohou také reagovat na maso kachní.
|                            | Kachní maso | Kuřecí maso | Krůtí maso |
| -------------------------- | ----------- | ----------- | ---------- |
| Energetická hodnota (kcal) | 215         | 166         | 110        |
| Bílkoviny (g)              | 17          | 19,9        | 23         |
| Tuky (g)                   | 16          | 9,6         | 2          |
| Cholesterol (mg)           | 80          | 60          | 79         |
| Železo (mg)                | 2,5         | -           | -          |
| Hořčík (mg)                | 23          | -           | 31         |

## Příprava kachního masa
Kachní maso se používá do řady tradičních pokrmů po celém světě. Ve většině případů se alespoň část procesu přípravy maso peče, aby kůže byla křupavá. Mezi známé recepty patří:
- bebek betutu, slavný tradiční recept z Bali. Kachna se nejprve okoření různými bylinkami, zabalí se do banánových listů a upeče. Kachní maso lze v tomto receptu nahradit kuřecím masem.[3]
- konfitované kachní maso, nasolená a namarinovaná kachní stehna dušená ve vlastním tuku, obvykle s česnekem a dalšími bylinkami.
- czernina, polská kyselo-pálivá polévka z kachní krve a čirého drůbežího vývaru. Až do 19. století byla považována za symbol polské kultury a často se podávala mladým lidem, dokonce se používala jako dějový prvek ve slavné epické básni Pan Tadeáš.[4]
- kachna na pomerančích, klasický francouzský recept, ve kterém se kachna peče a podává s pomerančovou omáčkou.[5][6]
- kachní omáčka, ovocná omáčka používaná ke smaženým jídlům v čínsko-americké kuchyni.
- foie gras, tučná játra nebo z nich připravená paštika. Obvykle se jedná o husí játra, ale mohou být i kachní.[7]
- oritang, druh guku (korejské polévky) z kachny a zeleniny.[8]
- pekingská kachna, slavný čínský recept pocházející z Pekingu, připravovaný již od dob dynastie Ming.[9] Je ceněná pro svou tenkou, křupavou kůrku a nejautentičtější verze se podává s malým množstvím masa a jí se s palačinkami, jarní cibulkou a omáčkou hoisin nebo sladkou nudlovou omáčkou.
- Canard au sang, složitý pokrm pocházející z Rouenu ve Francii. Připravovaný je z kachny, která byla zabita udušením a její krev tak zůstala v těle.
- turducken, americký pokrm sestávající z krocana plněného kachnou, který je poté plněn kuřetem.[10]
- kachna čang-čcha, pokrm sečuánské kuchyně. Připravuje se tak, že se marinovaná kachna nejprve udí nad čajovými lístky a větvičkami kafru, poté se napaří a nakonec se osmaží do křupava. Také se jí říká kachna uzená na čaji.[11]